# 제인 제이콥스

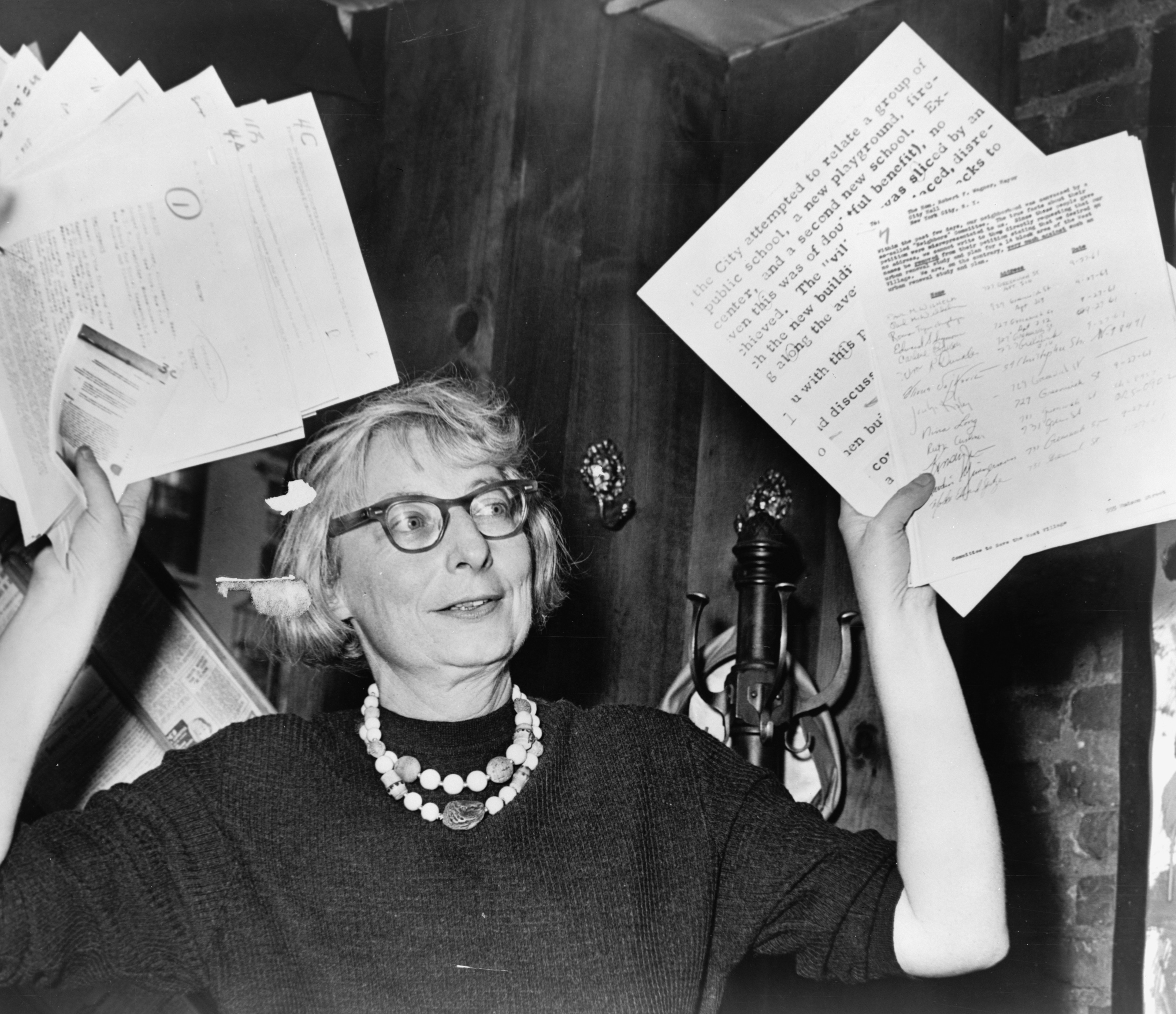
제인 제이콥스

제인 제이콥스(Jane Jacobs, 1916년 5월 4일 ~ 2006년 4월 25일)는 주로 지역사회의 문제와 도시계획, 도시의 쇠퇴에 대해 관심을 쏟은 저술가이자 사회운동가, 언론인, 도시계획가이다.
스크랜턴트리뷴 기자 출신으로 1952년, 뉴욕 건축포럼의 부편집장이 되었다.
그녀는 1961년에 발행된 저서, '미국 대도시의 죽음과 삶(The Death and Life of Great American Cities)'에서 1950년대 미국의 도시재생 정책을 날카롭게 비평하여 유명해졌다. 이 책은 단순한 계획 이슈를 뛰어 넘어 시대 정신에까지 영향을 줌으로써 널리 명성을 쌓아가고 있다.
그녀의 유명한 저술들만큼 그녀가 널리 알려지게 된 건, 지역 공동체를 파괴할 수도 있었던 도시재생 프로젝트를 저지하는 시민운동에 헌신을 기울였기 때문이다. 그녀는 로어 맨하튼 고속도로를 무산시키는데 핵심적 역할을 했으며, 1968년 캐나다로 이주한 후에는 스파디나 고속도로 건설과 고속도로네트워크 연합회의 결성을 저지하는데도 영향을 미쳤다.
제이콥스는 도시계획 뉴스를 전하는 웹사이트 플레니티즌(en:planetizen)이 2009년 9월 14일에 선정한 '100명의 위대한 도시 사상가' 중에서 1위에 선정되었다.
그녀는 1916년 5월 4일에 미국 펜실베이니아 주의 스크랜톤 시에서 태어났으며, 2006년 4월 25일, 89세의 나이로 캐나다 온타리오 주의 토론토 시에서 사망했다.

## 같이 보기
- 혁신경제학